# 翠竜輝嘉
翠竜 輝嘉（すいりゅう てるよし、1953年2月4日 - ）は、千葉県千葉市出身で立浪部屋に所属した元大相撲力士。本名は平井 浩二（ひらい こうじ）。177cm、116kg。最高位は東十両2枚目。得意技は左四つ、寄り、食い下がり。

## 経歴
中学校では野球部に所属し、ポジションは捕手を務めたが、高校では球拾いと用具係に終始したので嫌気が差し、「自分の力で上に上がれるのは相撲しか無い」と思って入門を決意した。 そのため、1人で千葉県から電車に乗って両国へ行き、近くの食堂で相撲部屋の所在を訊ねると立浪部屋を教えてもらった。部屋に辿り着くと、出て来た人は師匠が病気の為に身を寄せていた春日山部屋の関係者で「儂の春日山部屋へ来ないか」と逆に勧誘されたので驚いた。相撲部屋はどこでも良いとは思っていたが「関取が居ないなら嫌だ、立浪部屋を訪ねて来たんだから部屋の親方に会わせてくれ」と頼むと武隈が出て来たので、家へ連れて帰って父を説得してもらい、入門した。
1968年7月場所に初土俵。入門してしばらくは怪我などもあって伸び悩んでいたが、1972年7月場所の序二段優勝、1973年9月場所の三段目優勝を足がかりに番付を上げ、1976年7月場所の幕下優勝同点を機に幕下上位に定着する。1977年7月場所に新十両。1980年9月場所まで20場所連続で十両を務め、1980年1月場所から3月場所にかけて十両上位で連続して勝ち越し、入幕を窺う番付につけるも及ばず、1980年11月場所に幕下に陥落。1982年9月場所と1983年3月場所に返り十両を果たすがいずれも負け越し、1場所で再び幕下に転落した。その後も十両復帰を狙える位置にいたが、1984年1月場所、東幕下16枚目の地位をもって廃業した。

## 人物
体重110㎏前後と関取としては小兵・軽量であり、技を駆使し足腰を生かした取り口であった。また個性的な人物であり、十両時代の1978年にはCBS・ソニーレコードより演歌「あなた名義にしておきました（B面「くさび」）」をリリースし歌手デビューしている。現役時代は麻雀のセミプロとして両国界隈で有名で、一部からは「稽古もしないで麻雀ばかりしている」と揶揄されていた。廃業後は大阪梅田の堂島ホテル（2016年営業終了）に勤務し、営業主任を務めた。堂島ホテル在職時に四股名でテレビ出演したこともあり、1990年代前半の「若貴ブーム」の頃には日本テレビ系深夜ワイドショー番組「EXテレビ」（月曜）に登場。大相撲の優勝予想の他、角界の裏話なども披露している。しかしその優勝予想はほとんど当たらず、司会の三宅裕司から「ホラ吹き翠竜」と呼ばれた。その後は東京で会社員として暮らしているという。

## 主な成績
- 通算成績：414勝383敗30休  勝率.519
- 十両成績：155勝172敗3休  勝率.474
- 現役在位：94場所
- 十両在位：22場所
- 各段優勝
  - 三段目優勝：1回（1973年9月場所）
  - 序二段優勝：1回（1972年7月場所）

### 場所別成績
| | 一月場所 初場所（東京） | 三月場所 春場所（大阪）  | 五月場所 夏場所（東京）   | 七月場所 名古屋場所（愛知） | 九月場所 秋場所（東京） | 十一月場所 九州場所（福岡） |
| --- | ----------------------- | ------------------------ | ------------------------- | --------------------------- | ----------------------- | --------------------------- |
| 1968年 （昭和43年） | x                       | x                        | x                         | （前相撲）                  | 東序ノ口8枚目 4–3       | 西序二段70枚目 4–3          |
| 1969年 （昭和44年） | 西序二段48枚目 2–5      | 西序二段64枚目 4–3       | 西序二段42枚目 3–4        | 東序二段45枚目 5–2          | 西三段目94枚目 3–4      | 東序二段2枚目 5–2           |
| 1970年 （昭和45年） | 東三段目64枚目 3–4      | 東三段目70枚目 2–5       | 西序二段2枚目 3–4         | 西序二段18枚目 5–2          | 東三段目69枚目 4–3      | 西三段目57枚目 5–2          |
| 1971年 （昭和46年） | 西三段目26枚目 3–4      | 東三段目36枚目 4–3       | 西三段目22枚目 4–3        | 東三段目14枚目 3–4          | 西三段目25枚目 4–3      | 西三段目12枚目 1–3–3        |
| 1972年 （昭和47年） | 東三段目44枚目 6–1      | 西三段目8枚目 休場 0–0–7 | 西三段目48枚目 休場 0–0–7 | 東序二段9枚目 優勝 7–0      | 東三段目25枚目 6–1      | 西幕下50枚目 3–4            |
| 1973年 （昭和48年） | 東三段目筆頭 4–3        | 東幕下53枚目 3–4         | 東三段目2枚目 4–3         | 東幕下54枚目 2–5            | 東三段目15枚目 優勝 7–0 | 東幕下24枚目 5–2            |
| 1974年 （昭和49年） | 西幕下12枚目 2–5        | 西幕下27枚目 2–5         | 東幕下49枚目 3–4          | 東幕下58枚目 5–2            | 西幕下30枚目 4–3        | 西幕下23枚目 4–3            |
| 1975年 （昭和50年） | 西幕下16枚目 2–5        | 西幕下31枚目 5–2         | 西幕下16枚目 3–4          | 西幕下22枚目 3–4            | 東幕下28枚目 4–3        | 東幕下23枚目 4–3            |
| 1976年 （昭和51年） | 東幕下18枚目 3–4        | 西幕下25枚目 3–4         | 西幕下33枚目 4–3          | 東幕下27枚目 7–0            | 東幕下3枚目 1–6         | 西幕下28枚目 5–2            |
| 1977年 （昭和52年） | 西幕下14枚目 5–2        | 東幕下5枚目 4–3          | 西幕下3枚目 4–3           | 西十両13枚目 9–6            | 西十両9枚目 9–6         | 西十両3枚目 7–8             |
| 1978年 （昭和53年） | 西十両4枚目 7–8         | 東十両8枚目 7–8          | 東十両10枚目 9–6          | 西十両6枚目 6–9             | 西十両10枚目 9–6        | 東十両8枚目 8–7             |
| 1979年 （昭和54年） | 西十両5枚目 5–10        | 東十両10枚目 8–7         | 東十両6枚目 7–8           | 西十両7枚目 8–7             | 東十両5枚目 6–9         | 西十両10枚目 9–6            |
| 1980年 （昭和55年） | 東十両5枚目 8–7         | 東十両4枚目 8–7          | 東十両2枚目 5–10          | 東十両8枚目 7–8             | 東十両10枚目 4–11       | 東幕下6枚目 2–5             |
| 1981年 （昭和56年） | 東幕下21枚目 4–3        | 東幕下16枚目 4–3         | 東幕下10枚目 5–2          | 西幕下3枚目 2–5             | 西幕下17枚目 4–3        | 東幕下10枚目 3–4            |
| 1982年 （昭和57年） | 西幕下15枚目 5–2        | 東幕下6枚目 4–3          | 西幕下3枚目 4–3           | 東幕下2枚目 6–1             | 西十両10枚目 5–7–3      | 西幕下3枚目 休場 0–0–7      |
| 1983年 （昭和58年） | 西幕下3枚目 5–2         | 東十両13枚目 4–11        | 西幕下8枚目 4–3           | 西幕下4枚目 4–3             | 西幕下筆頭 3–4          | 東幕下7枚目 3–4             |
| 1984年 （昭和59年） | 東幕下16枚目 引退 2–2–3 | x                        | x                         | x                           | x                       | x                           |
| 各欄の数字は、「勝ち-負け-休場」を示す。 優勝 引退 休場 十両 幕下 三賞：敢=敢闘賞、殊=殊勲賞、技=技能賞 その他：★=金星 番付階級：幕内 - 十両 - 幕下 - 三段目 - 序二段 - 序ノ口 幕内序列：横綱 - 大関 - 関脇 - 小結 - 前頭（「#数字」は各位内の序列） |                         |                          |                           |                             |                         |                             |

## 改名歴
- 平井（ひらい）1968年7月場所 - 1969年7月場所
- 秋葉山 正夫（あきばやま まさお）1969年9月場所 - 1973年7月場所
- 翠竜 輝嘉（すいりゅう てるよし）1973年9月場所 - 1980年7月場所
- 翠龍 優浩（すいりゅう まさひろ）1980年9月場所 - 1980年11月場所
- 翠竜 輝嘉（すいりゅう てるよし）1981年1月場所 - 1984年1月場所